# 豊橋本線料金所

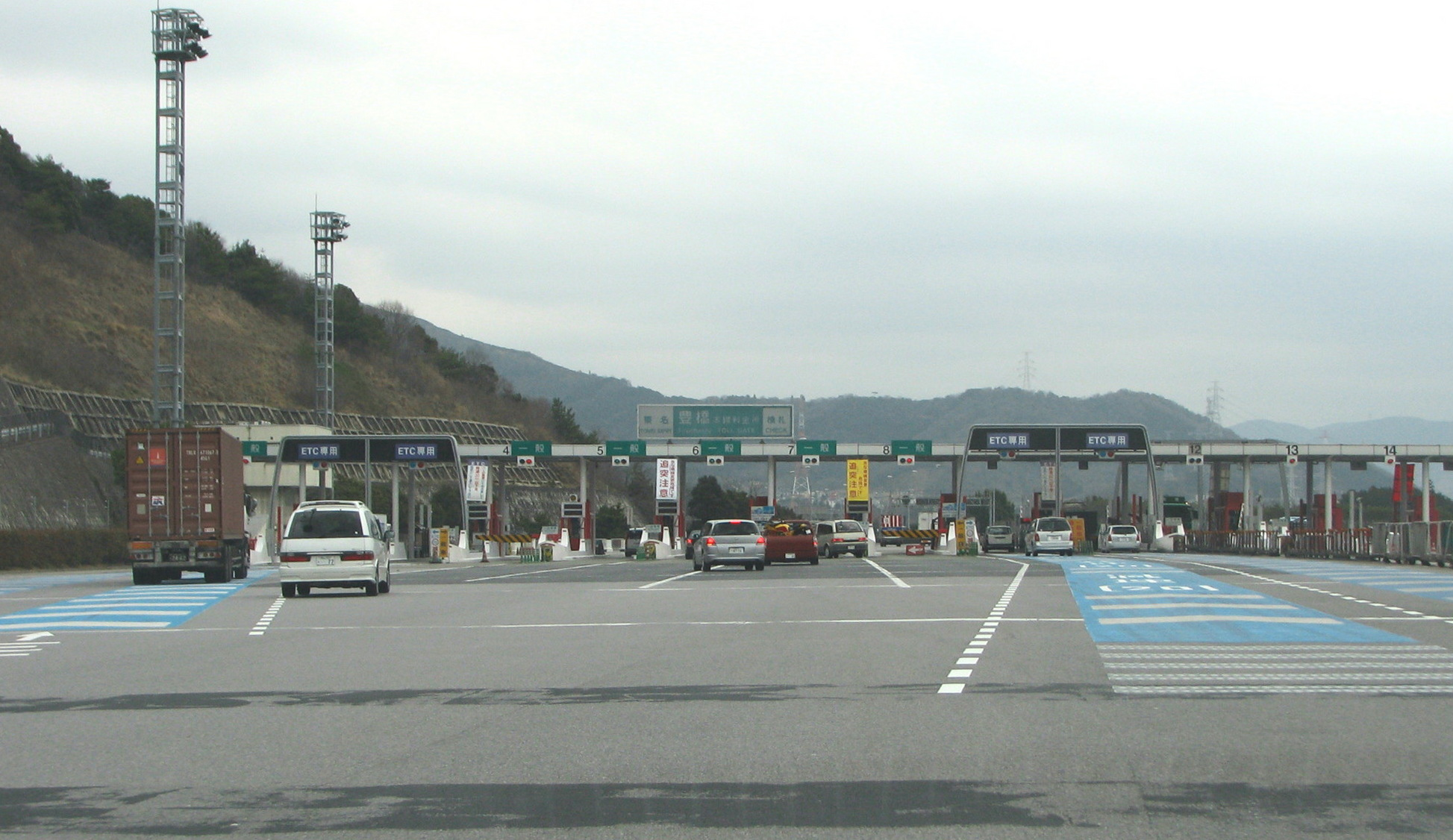
豊橋本線料金所（上り線）
2006年3月撮影

豊橋本線料金所（とよはしほんせんりょうきんじょ）は、かつて愛知県豊橋市にあった東名高速道路本線上の検札用の本線料金所である。「豊橋バリア」「豊橋TB」とも呼ばれていた。

## 概要

### 経緯
高速道路網の整備に伴い、近隣の上郷SA（現・豊田上郷SA）や浜名湖SAなどで、上り線と下り線のドライバー同士で通行券を交換したり、紛失を偽装するなどの手法による不正通行が絶えず、1981年（昭和56年）2月の調査ではこれら不正通行による年間の推定損失額が40億円超、うち約30億円は東名高速道路と名神高速道路に係るものであるとされた。日本道路公団（当時）は、これらの不正防止を主たる目的として東名高速道路から名神高速道路までの経路上に検札所を設置することを決定した。
検札所が豊橋市に設けられた要因としては、大きく以下の3点が挙げられる。
1. 過去に摘発された不正通行の走行区間から、物流圏の端点である静岡県と愛知県の県境付近に検札所を設けるのが、最も不正通行の抑止効果が高いこと。
2. 検札所を設置すべき区間は、本線通行量が他区間に比べて相対的に少なく、季節や時間帯による変動が少ない区間であること、不正率の高い長距離貨物車の混入率が高い一方で短距離利用車の少ない区間であること。
3. 本線の線形や他の道路施設との関連など、検札所を設置しても走行上安全な場所であること。

これらの選定理由を踏まえ、検札所の管理運営にあたり最も効率的な場所を検討した結果、三ヶ日ICから豊川ICまでの区間が最適であるとされた。
こうした協議を経て、東名高速道路の265.7キロポスト付近（三ヶ日ICから14.6 km、豊川ICから3.3 km）に豊橋本線料金所が設置されることが決まり、1987年（昭和62年）2月に着工。1988年（昭和63年）9月20日に本線拡幅部分の一部レーンのみ検札業務を開始、次いで1989年（平成元年）3月には従来の本線部分にも料金所レーンが増設され、上下線21レーンとして完成した。総事業費は約40億円とされる。

### 業務内容
検札業務では、本線料金所通過車両の通行券について、流入ICや走行時間などの確認、通行券への通過記録の入力を行い、通行券紛失車両については流入ICの認定などを行った。また、料金所手前に設置された広域情報板などによる交通状況の情報提供や、車両制限令違反車両の取締（秤量所における過積載の取り締まり、いわゆる重量検問）なども行われた。
当料金所では、利用者が流入ICで発行された通行券を検札員に手渡し、検札員の確認を受けてその通行券を受け取る。このため、通常であれば当料金所で新たに通行券が発行されることはなかったが、不正通行でない場合であっても、適正な通行券であるとの確認ができなかったときなどは、稀に所持していた通行券を当料金所で回収して新しい通行券を発行することがあった。なお、その際に交付される通行券は、流入IC名の欄に「豊橋バリア」と印刷されたもので、一般の通行券は緑や橙色の帯が入っているが、豊橋本線料金所発行のものは帯が紫色であった。

### 施設廃止

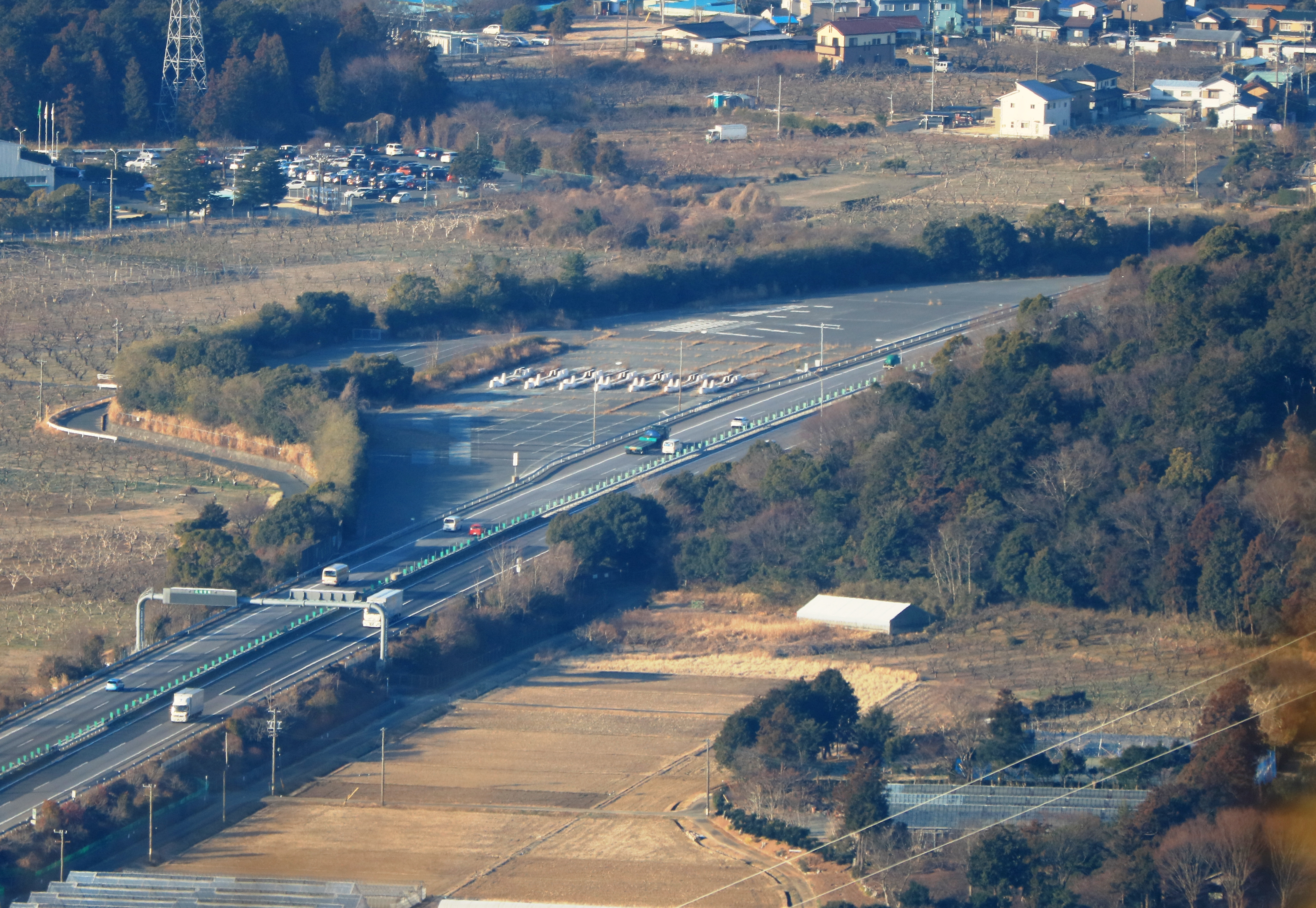
豊橋本線料金所の下り線の跡地（2018年2月）

検札業務を主たる目的として設置された当料金所だったが、後年の通行券システムの更新やETCの導入・普及などに伴い存在意義が低下したため、2007年（平成19年）5月31日正午をもって検札業務を終了、北陸自動車道米原本線料金所とともに廃止された。跡地付近は通常の片側2車線の車道に戻されたが、その両端の空き地には料金所施設の基礎部分のみが存置されている。
なお、2019年（平成31年）4月12日、当料金所の跡地に豊橋PA（下り線のみ）が新設された。

## 歴史
- 1981年（昭和56年）6月6日 : 日本道路公団内に「不正通行防止対策委員会」を設置。
- 1982年（昭和57年）8月 : 豊橋本線料金所の設置位置決定。1984年度（昭和59年度）の完成を目処とし地元協議を開始。
- 1986年（昭和61年）11月 : 地元協議難航の末、用地団体調印を実施。用地取得。
- 1987年（昭和62年）2月 : 着工。
- 1988年（昭和63年）9月20日 : 上り線一次供用開始（7レーン暫定供用）。
- 1988年（昭和63年）9月21日 : 下り線一次供用開始（8レーン暫定供用）。
- 1989年（平成元年）3月 : 完成供用。
- 2007年（平成19年）5月31日 : 正午をもって検札業務を終了。施設廃止。
- 2019年（平成31年）4月12日 : 下り線跡地に「豊橋PA」を開設。

## 料金所施設
ブース数：21

### 東京・静岡方面
- ブース数：10
  - ETC専用：2
  - ETC/一般：2
  - 一般：6

### 名古屋・豊田方面
- ブース数：11
  - ETC専用：3
  - ETC/一般：1
  - 一般：7

## 隣
E1 東名高速道路
(17) 三ヶ日IC - 新城PA - 豊橋TB（廃止） - (18) 豊川IC